# Lec Shllaku
Lec Shllaku lub Kolec Shllaku (ur. 3 listopada 1921 w Szkodrze, zm. 5 sierpnia 2007) – albański reżyser i aktor filmowy oraz teatralny.

## Życiorys
Uczęszczał w Szkodrze do szkoły podstawowej Shkolla e Fretënve i gimnazjum w Illyricum, natomiast maturę zdał w szkole średniej 28 Nëntori. Studiował następnie na Instytucie Pedagogicznym w Szkodrze oraz na Uniwersytecie Tirańskim.
Po II wojnie światowej rozpoczął działalność teatralną; w latach 1949-1950 pracował w teatrze wojskowym, a w latach 1951-1960 w Teatrze Migjeni w Szkodrze. W 1962 roku założył Teatr Skampa w Elbasanie, którego był dyrektorem przez około 10 lat.

## Utwory literackie i prace[1]
- Artisti i Popullit (monografia)
- Dy hapa në perëndim (praca)
- Hajria (dramat operowy)
- Maska shkodrane (praca)
- Norja e Nika (wiersz)
- Plaka dhe harkoçi Miki (tragedia)
- Shtegtimi i monumenteve (praca)

### Monografie
- Loro Kovaçi
- Muzikanti Palok Kurti
- Zef Jubani

## Wybrane spektakle teatralne[1]
- Agimi
- Firmat e vogla
- Jeta fillon përsëri
- Kopraci
- I pesti u zu gjallë
- Linda
- Njeriu që pa vdekjen me sy
- Rrethimi i Bardhë
- Shërbëtori i dy zotnive
- Shqetësimet e Sokratit
- Skënderbeu
- Tirani i Padovës
- Udha e gjatë
- Udha e zavalinajve

## Role filmowe
| Rok  | Tytuł                         | Rola                                | Przypis     |
| ---- | ----------------------------- | ----------------------------------- | ----------- |
| 1953 | Skanderbeg                    | Gjon Kastriota (ojciec Skanderbega) | [ 2 ] [ 1 ] |
| 1967 | Zwycięstwo nad śmiercią       |                                     | [ 1 ]       |
| 1972 | Gwiazdy długich nocy          | Oberstürmfuhrer                     | [ 1 ]       |
| 1975 | Uliczki, które szukają słońca | Mihal                               | [ 1 ]       |
| 1980 | Kulami w monarchę             |                                     | [ 1 ]       |
| 1981 | Jesienne wymówki              | ojciec Lazri                        | [ 1 ]       |
| 1982 | Droga wolności                |                                     | [ 1 ]       |
| 1994 | Loin des barbares             | uchodźca                            | [ 1 ]       |

## Tytuły
Został uhonorowany tytułem Artysty Ludu oraz honorowego obywatela Elbasanu.

## Życie prywatne
Miał dwóch braci; ojciec zmarł, gdy Lec miał 4 lata.